# 吉爾吉斯斯坦教育
吉爾吉斯提供所有七至十五岁儿童的义务教育，为期9年。包括四年小學及五年初中，教育系统中包含但没有资助的教育包括两年高中，專科學校，技術型高中或工業學院。
吉爾吉斯教育及科學部是吉尔吉斯教育负责部门。 
教育部门曾削减教師薪金和設備可用性的預算。此外，吉爾吉斯的男女學生人數亦不成比例。
2008年吉爾吉斯国内生产总值有3.7%用于教育。2001年，有89％的适齡儿童被招收入学，但从二十一世紀初期起已有所下降。 而2004年吉爾吉斯的識字率為98.7％。

## 結構和組織

### 学前教育和初等教育（小學）

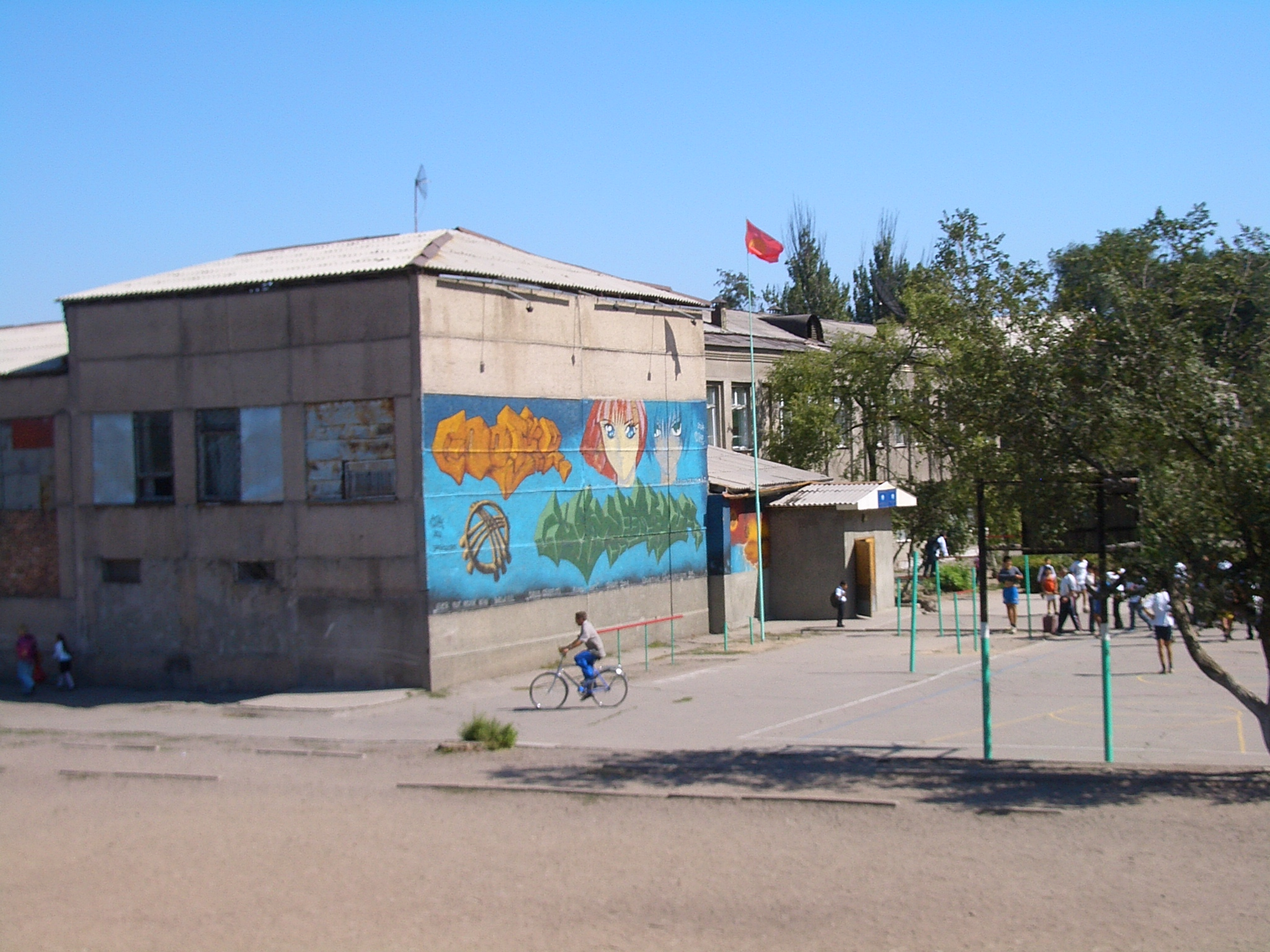
比什凯克的一所公立学校

學前教育针对3至6/7岁的适龄儿童，不属于义务教育的范畴。而學前教育的学位是有限的（2005年的净入学率仅有10%）。
初等教育通常從6或7岁開始，为期4年，并且是強制性的。由于吉爾吉斯法律指出父母必须购买校服。自2007年起，所有小學学生必须穿着制服。因此，买校服带来的经济负担成为了辍学的一个主要原因。吉爾吉斯斯坦在2006年的国际学生能力评估计划中，閱讀，數學和科學方面排名非常后，因此教學質量现对于其他国家是比较差的。

### 中等教育（中学）
中等教育的四年基礎中等教育是強制性的。修读为期四年基础中等教育后，学生可自由选择綜合教育或職業教育。
綜合教育为为期兩年制的課程，完成后可获得毕业证书。报读大學通常需要这张毕业证书。
職業教育有三種：包括为进入大学作准备的職業及一般教育三年制課程，職業及一般教育兩年制課程（不进入大学）或純職業教育的十個月課程（亦開放予成年人就读）。 职业教育由專科學校，技術型高中或工業學院提供。

### 高等教育

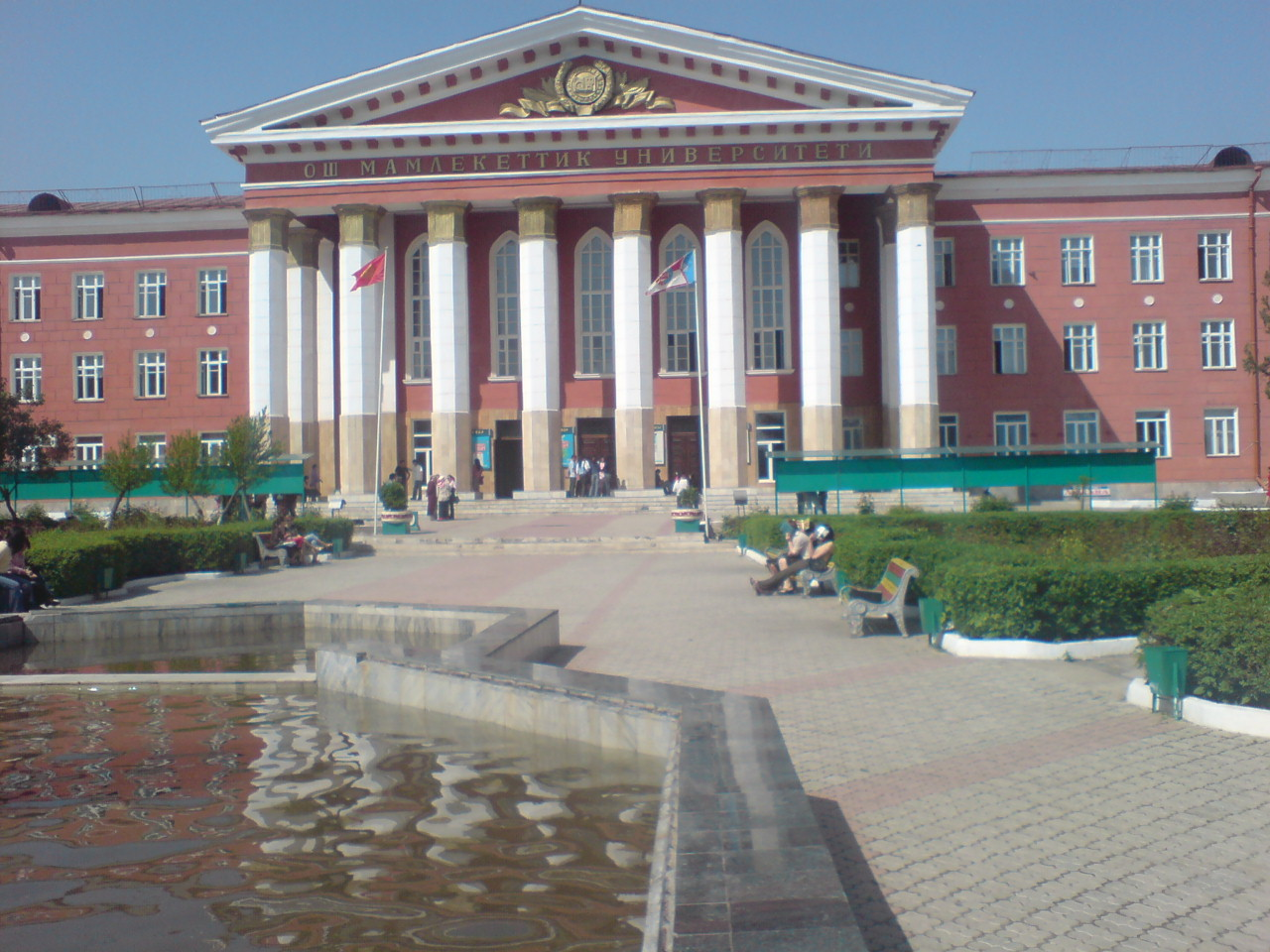
奧什州立大學

高等教育包括大學，學院，高等專科教育機構及研究所。吉爾吉斯有包括33所公共及21所私人機構在内的54所高等教育機構。 2011/2012学年，高等教育入學率為12.5％。
大學提供为期四年學士學位课程，完成學士学位可继续修读为期两年的碩士学位。大學亦提供为期五年的专家学位（或为期六年的醫學和建築研究学位）。修读碩士及专家学位后可继续修读博士課程。
一些學院在某些科學領域上提供与大学相同的學位。學院通常是大學或專科院校的專科分支機構。而专科高等教育院校的规模通常较小。
社会上对吉爾吉斯大學講師的能力抱有批評：理論上担任大学讲师需要拥有大學教學碩士學位，但当中大多數教師實際上仅擁有學士學位，甚至沒有學位。